# Tine Joustra
Tine Joustra (Dordrecht, 24 februari 1964) is een Nederlandse actrice. Zij groeide op in Frankrijk en behaalde het bachalaureaat aan het Lycée International de Saint-Germain-en-Laye. Daarna kwam ze terug naar Nederland.

## Loopbaan
Aan instituut De Trap kreeg Tine acteerlessen van onder meer Ton Lutz, Elisabeth Andersen, Gerardjan Rijnders, Theu Boermans, Koos Terpstra en Karst Woudstra. In 1994 maakte ze haar debuut bij Toneelgroep Amsterdam in Ilias waarna vele rollen volgden op toneel, film en televisie. In 2017 speelde ze een grote rol als Interpol director in de internationale speelfilm The Hitman's Bodyguard.

## Films
- De belofte van Pisa (Norbert ter Hall, 2019)
- Comedy in a minor key (Tjebbo Penning, 2018)
- Rafaël (Ben Sombogaart, 2018)
- An impossibly small object (David Verbeek, 2018)
- Het leven is vurrukkulluk (Frans Weisz, 2018)
- Immortality, Blackpills (Nick Parish, 2018)
- The Hitman's Bodyguard (Patrick Hughes, 2017) - Renata Casoria
- Mo (Eché Janga, 2010)
- Arie (Michiel ten Horn, 2009)
- Alles stroomt (Danyael Sugawara, 2008)
- Déjà Vu (François Vautier, 2007)
- Spoorweg (Jacco Groen, 2006)
- Zinloos (Arno Dierickx, 2004)
- Het Zuiden (Martin Koolhoven, 2003)
- Meisje, jongen, ijsje (Margien Rogaar, 2002)
- The Island of the Mapmaker's Wife (Michie Gleason, 2000)
- De afdaling (Tjebbo Penning, 1999)
- Gitanes (Mark de Cloe, 1997)
- Arends (Jelle Nesna, 1997)
- De tijdreiziger (Dick Tuinder, 1995)
- Advocaat van de hanen (Gerrit van Elst, 1995)
- Hoogste tijd (Frans Weisz, 1995)

## Televisie
- Rough Diamonds (2023)
- Swanenburg (2021–2024)
- Keizersvrouwen (2019)
- Ik weet wie je bent (2018)
- Zuidas (2018)
- Nieuwe buren (2017)
- De 12 van Oldenheim (2017)
- Noord Zuid (2015)
- A'dam - E.V.A. (2014)
- Vroeger was het anders (2013)
- Who's in, who's out (2012)
- Puppy Patrol, afl. 12 (2008)
- Flikken Maastricht (2008)
- Marathon girl (2007)
- Storm (2005)
- Missie Warmoesstraat (2004)
- IC (televisieserie) (2003-2004)
- Underdog (2003)
- Baantjer (2002)
- Leven en dood van Quidam Quidam (2000)
- Family Plots - Hans (1999)
- Westenwind (1999)
- Combat (1998)
- De club (1997)
- Consult (1996)
- De Winkel (1995)
- Baantjer (1995)
- Help (1994)

## Theater
- Hoe overleef ik mijn eerste zoen (Jacques Senf, 2009/2010)
- Een meeuw (Keesen&Co 2008)
- Fewer Emergencies (d'Amor, 2008)
- Klei (Suburbia, 2007)
- Body Peeling (Rast, 2006)
- Nine (musical) (Op naar 't bos, 2005)
- Euryanthe (De Nederlandse Opera, 2005)
- Shakespeare is dead, get over it (Keesen&Co, 2002)
- Peter Pan (IMM, 2001)
- Naar Belgrado (Keesen&Co, 2000)
- Eco Romance (Keesen&Co, 1999)
- Muze, of de vrouwen van Picasso (De Balie, 1997)
- De Neus (opera) (De Nederlandse Opera, 1996)
- Het dagboek van Anne Frank (Jacques Senf, 1995)
- Ilias (Toneelgroep Amsterdam, 1994)